# Jim King
J.W. (Jim) King (Dallas, Texas, 21 juli 1955 - Hollywood, Californië, 5 december 1986) werd geboren als James L. Waldrop, en was een homoseksuele pornoacteur. Hij stond ook bekend onder de namen Brandon Adams, Jim Waldrop en Todd Avery. Hij stierf op eenendertigjarige leeftijd aan de gevolgen van aids. Zijn minnaar, John Murphy, stierf een maand eerder, ook aan de gevolgen van aids.
Jim King ligt begraven op het Laurel Land Memorial Park in Dallas, Texas.
NB: Niet te verwarren met pornoacteur Jon King.

## Videografie
- 1983: Gold Rush Boys
- 1982: A Night at Halsted's
- 1982: Nighthawk in Leather
- 1982: These Bases Are Loaded
- 1982: Rawhide
- 1981: Pacific Coast Highway
- 1981: Brothers Should Do It
- 1981: Palace of Pleasures
- 1981: Performance
- 1981: The Class of '84 Part 2
- 1980: Closed Set
- 1980: Wet Shorts